# Oktober 2009
| Oktober 2009 |
| Månader under 2009: Januari · Februari · Mars · April · Maj · Juni · Juli · Augusti · September · Oktober · November · December ← December 2008 · Januari 2010 → |

## Händelser
- 1 oktober - Thorbjørn Jagland tillträder som generalsekreterare i Europarådet
- 2 oktober
  - IOK väljer Rio de Janeiro i Brasilien som värdstad för de olympiska sommarspelen 2016 under en ceremoni i Köpenhamn.[1]
  - Irland folkomröstar för andra gången om Lissabonfördraget. 67,1 % röstar ja och 32,9 % emot med ett rekordhögt valdeltagande på 59 %.
- 3 oktober - Omkring 50 personer omkommer när en våldsam storm drar in över den italienska ön Sicilien.
- 4 oktober
  - Parlamentsval hålls i Grekland där regeringspartiet Ny demokrati förlorar makten och socialdemokratiska PASOK blir största parti.
  - Danmarks försvarschef Tim Sloth Jørgensen avgår som en följd av turerna kring boken Jæger – i krig med eliten.
- 5 oktober - FN utser Norge till det bästa landet i världen att leva och bo i. Sverige hamnar sjua på listan, vilket innebär en sänkning från 2008.
- 6 oktober - Tre personer dödas och minst 24 skadas när muslimiska rebeller attackerar två restauranger och ett hotell i staden Sungai Kolok i södra Thailand.
- 9 oktober - Omkring 90 människor omkommer i en serie jordskred som drabbar de norra delarna Filippinerna, i sviterna av en tyfon som tidigare drabbat landet.
- 18 oktober - Tolv personer dödas och ett hundratal skadas när våldsamma kravaller äger rum i delar av slumområdena i Rio de Janeiro.
- 19 oktober - Kvällstidningen Aftonbladet anmäls ett antal gånger till Justitiekanslern för hets mot folkgrupp, efter en publicering av en kontroversiell debattartikel författad av Sverigedemokraternas partiledare Jimmie Åkesson. Artikeln leder senare även till att två framstående medlemmar lämnar partiet i protest.
- 20 oktober - I Norge ombildar Jens Stoltenberg sin regering.
- 21 oktober - Omkring 25 människor omkommer när ett expresståg kolliderar med ett annat stillastående tåg vid stationen i staden Muthara i norra Indien.
- 25 oktober - Sju personer omkommer när ett trevåningshus rasar samman i Mallorcas huvudstad Palma.

### Fotnoter
1. ↑  Jonathan Kvarnström (2 oktober). ”Rio de Janeiro får OS 2016”. Sveriges Television. http://www.svt.se/sport/artikel/rio-de-janeiro-far-os-2016/. Läst 11 september 2016.